# Correggio, Emilia-Romagna
Correggio este o comună în Provincia Reggio Emilia, Italia. În 2011 avea o populație de 24845 de locuitori.

## Demografie
Correggio - evoluția demografică

|  | Graficele sunt indisponibile din cauza unor probleme tehnice. Mai multe informații se găsesc la Phabricator și la wiki-ul MediaWiki. |

Date: Recensăminte sau birourile de statistică - grafică realizată de Wikipedia

## Personalități născute aici
- Pier Vittorio Tondelli (1955 - 1991), scriitor.